# غیاث‌الدین
غیاث‌الدین یک منطقهٔ مسکونی در ایران است که در دهستان مود شهرستان سربیشه واقع شده‌است. غیاث‌الدین ۳۳ نفر جمعیت دارد.